# Filmfestivalen i Venedig 2012
Filmfestivalen i Venedig 2012 (italienska: 69. Mostra Internazionale d'Arte Cinematografica) var den 69:e officiella upplagan av Filmfestivalen i Venedig. Den hölls i Venedig, Italien, från 29 augusti till 8 september 2012. Öppningsfilmen var Den ovillige fundamentalisten av den indiska regissören Mira Nair. Guldlejonet för bästa film i huvudtävlan gick till den sydkoreanska filmen Pietà av Kim Ki-duk. Svenska bidrag var Gabriela Pichlers Äta sova dö och Jesper Ganslandts Blondie, som visades i de respektive sidosektionerna Kritikerveckan och Giornate degli Autori (ung. "upphovsmännens dagar").

## Huvudtävlingen
Följande filmer valdes ut till huvudtävlingen:
| Svensk titel       | Ursprungstitel                        | Regissör                            | Produktionsland                      |
| ------------------ | ------------------------------------- | ----------------------------------- | ------------------------------------ |
| The Master         | The Master                            | Paul Thomas Anderson                | USA                                  |
| Efter revolutionen | Après mai                             | Olivier Assayas                     | Frankrike                            |
|                    | At Any Price                          | Ramin Bahrani                       | USA och Storbritannien               |
|                    | Bella addormentata                    | Marco Bellocchio                    | Italien                              |
|                    | La cinquième saison                   | Peter Brosens och Jessica Woodworth | Belgien, Nederländerna och Frankrike |
|                    | למלא את החלל, Lemale et ha'chalal     | Rama Burshtein                      | Israel                               |
|                    | È stato il figlio                     | Daniele Ciprì                       | Italien och Frankrike                |
|                    | Un giorno speciale                    | Francesca Comencini                 | Italien                              |
| Passion            | Passion                               | Brian De Palma                      | Frankrike och Italien                |
|                    | Superstar                             | Xavier Giannoli                     | Frankrike och Belgien                |
| Pieta              | 피에타, Pieta                         | Kim Ki-duk                          | Sydkorea                             |
|                    | アウトレイジ ビヨンド, Outrage Beyond | Takeshi Kitano                      | Japan                                |
| Spring Breakers    | Spring Breakers                       | Harmony Korine                      | USA                                  |
|                    | To the Wonder                         | Terrence Malick                     | USA                                  |
|                    | Sinapupunan                           | Brillante Mendoza                   | Filippinerna                         |
|                    | Linhas de Wellington                  | Valeria Sarmiento                   | Portugal och Frankrike               |
| Paradis – tro      | Paradies: Glaube                      | Ulrich Seidl                        | Österrike, Frankrike och Tyskland    |
|                    | Измена, Izmena                        | Kirill Serebrennikov                | Ryssland                             |

## Jury
Följande satt i den internationella tävlingsjuryn:
- Michael Mann, amerikansk regissör (juryns ordförande)
- Marina Abramović, serbisk performancekonstnär
- Laetitia Casta, fransk skådespelerska
- Peter Chan, Hongkong-regissör
- Ari Folman, israelisk regissör
- Matteo Garrone, italiensk regissör
- Ursula Meier, fransk-schweizisk regissör
- Samantha Morton, engelsk skådespelerska och regissör
- Pablo Trapero, argentinsk regissör

## Vinnare
Huvudtävlans prisfördelning:
- Guldlejonet - Pieta av Kim Ki-duk
- Silverlejonet för bästa regi - The Master av Paul Thomas Anderson
- Juryns specialpris - Paradies: Glaube av Ulrich Seidl
- Coppa Volpi för bästa manliga rollprestation - Philip Seymour Hoffman och Joaquin Phoenix för The Master
- Coppa Volpi för bästa kvinnliga rollprestation - Hadas Yaron för Lemale et ha'chalal
- Marcello Mastroianni-priset till en ung skådespelare eller skådespelerska - Fabrizio Falco för Bella addormentata och È stato il figlio
- Priset för bästa manus - Après mai av Olivier Assayas
- Priset för bästa tekniska prestation - Daniele Ciprì för fotot i È stato il figlio